# Statenvlag
Le Statenvlag (en néerlandais: Drapeau des États) était le drapeau de la république des Provinces-Unies, grande puissance européenne commerciale, politique et militaire de l'époque moderne et l'ancêtre des Pays-Bas actuels.
C'est une tricolore horizontale comprenant les couleurs rouge, blanc et bleu clair. Il remplaça le Prinsenvlag (le drapeau du Prince) prôné par les orangistes qui soutenaient la Maison d'Orange-Nassau et donnaient donc la couleur orange à la première ligne longitudinale.
Le drapeau des Pays-Bas est basé sur ce drapeau historique. 
Il est également quasiment identique au drapeau du Luxembourg, pays qui fut historiquement lié aux Pays-Bas à plusieurs reprises.

## Étymologie
Il semble qu'avant 1664, le tricolore rouge-blanc-bleu ciel était communément appelé « drapeau de Hollande » (Hollandsche Vlag). En 1664, la Zélande s'en plaint et une résolution des États généraux des Provinces-Unies introduisit officiellement le nom de Statenvlag (drapeau des États).

## Histoire

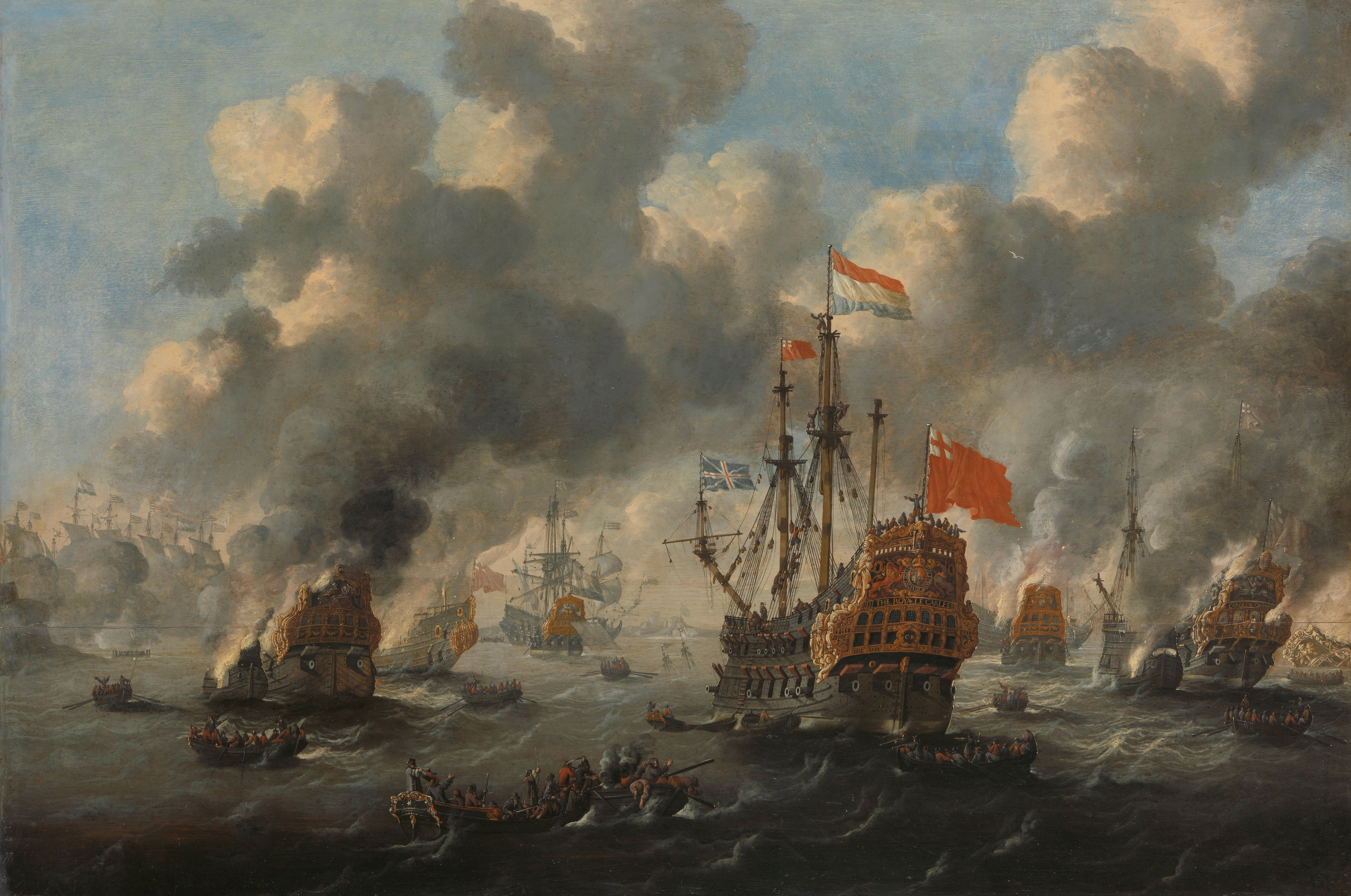
Le Statenvlag sur les navires de la marine de la république des Provinces-Unies lors du Raid sur la Medway en 1667 (marine de Peter van de Velde).

L'origine du tricolore rouge-blanc-bleu n'est pas définie avec exactitude. Certaines sources suggèrent qu'il s'est développé comme une variante du Prinsenvlag (orange-blanc-bleu ciel), parce que la teinture orange aurait eu tendance à passer au rouge avec le temps. Cependant, il a également été suggéré que le drapeau rouge-blanc-bleu pourrait être antérieur à l'introduction du drapeau du prince dans les années 1570. Ainsi, il fut suggéré que les couleurs étaient tirées des armoiries de la maison de Bavière, les souverains du comté de Hollande de 1354 à 1433, qui utilisaient les armoiries bavaroises écartelées avec celles des comtes de Hollande.
Au début de la première période sans stathouder (1650-1672), le gouvernement de la république néerlandaise souhaita apaiser le gouvernement républicain du Commonwealth d'Angleterre et comme la couleur orange était associée à la Maison Stuart, le drapeau princier orange-blanc-bleu a été interdit en 1652, remplacé par le Statenvlag rouge-blanc-bleu ciel.